# Paradichostathes curticornis
Paradichostathes curticornis är en skalbaggsart som först beskrevs av Stefan von Breuning 1956.  Paradichostathes curticornis ingår i släktet Paradichostathes och familjen långhorningar.
Artens utbredningsområde är Ghana. Inga underarter finns listade i Catalogue of Life.